# História de Mato Grosso do Sul
Página sobre a história do estado brasileiro de Mato Grosso do Sul. O maior evento histórico que ocorreu nas terras do atual estado foi a Guerra do Paraguai, nas quais os exércitos Brasileiro, Argentino e Uruguaio combateram juntos os Paraguaios, esse combate praticamente destruiu o Paraguai do ditador e causador da guerra Francisco Solano López Carrillo.

## Nomenclatura
O estado recebeu esse nome devido a ter se separado de Mato Grosso e por estar ao sul
A origem do termo Mato Grosso é incerta, acredita-se que o seja originário da palavra guarani Kaagua'zú (Kaa bosque, mata e Guazú grande, volumoso), que significa literalmente Mato Grosso.
Linguisticamente, o nome Mato Grosso do Sul se faz acompanhar por artigo definido, como acontece com nomes geográficos derivados de termos genéricos: "o Mato Grosso do Sul", "o Rio de Janeiro", "o Espírito Santo". Entretanto, este uso é contestado e há quem prefira eliminar o artigo definido: "em Mato Grosso do Sul.

## Ocupação Humana (primeiros habitantes)
A ocupação humana do estado de Mato Grosso do Sul iniciou-se por volta de 10.000 A.C. através dos primeiros habitantes indígenas, ancestrais dos ameríndios contemporâneos Guaranis, Terenas, Caiuás e Caiapós, tendo, através dos anos, novos povos se estabelecido na região, como por exemplo os Ofaiés.
A corrida pela prata no Chile
Já a partir do século XVI, iniciou-se uma corrida para essa região, após a riqueza do Império Inca, no Peru, ter sido feito famosa por Pascual de Andagoya. Na década de 1510, Juan Días de Solís tentou alcançar aquele império pelo estuário do Rio da Prata, mas sua tentativa foi fracassada.
Na década seguinte, no ano de 1524, foi a vez de Aleixo Garcia, um português sobrevivente da expedição de Solis, tentar sua sorte. Seguindo a lenda do "Rei Branco", contada a ele por índios guaranis quando acompanhava Solis, Aleixo Garcia passou dez anos juntando homens e recursos para visitar o território. Foi, assim, o primeiro europeu a pisar em solo sul mato-grossense, o qual alcançou pelo Rio Paraguai, atingindo a região onde hoje está a cidade de Corumbá. Aleixo Garcia, no entanto, foi frustrado em alcançar o Império Inca, pois foi assassinado por índios em território paraguaio.
Foi Francisco Pizarro González quem conquistou e destruiu o império dos Incas, o qual alcançou vindo do norte, e não pelo estuário do Prata, como Solís e Garcia haviam tentado. De qualquer maneira, aventureiros continuavam tentando fazer o percurso através do Rio Paraná.
Nos anos de 1537 e 1538, o espanhol Juan de Ayolas e seu acompanhante Domingo Martínez de Irala também estiveram na região de Corumbá, navegando pelo rio Paraguai, e denominaram Puerto de los Reyes à lagoa Gayva. Por entre 1542 e 1543, Álvar Núñez Cabeza de Vaca, aventureiro espanhol, também por Corumbá passou para seguir para o Peru. Outro visitante foi o governador de Assunção, Domingo Martínez de Irala, que marchou até os Andes.
Tentativas de povoamento - a comunidade de Xerez e os jesuítas
Em 1579, foi fundada a comunidade de Xerez, nas proximidades dos rios Miranda e Aquidauana. Esse povoamento, no entanto, foi destruído pelos índios Guaicurus.
Na década de 1610 uma missão jesuítica já se expandia de Assunção, no Paraguai, ao sul de Mato Grosso, tendo aldeado as comunidades indígenas do Itatim em território sul mato-grossense. Apoiada pela Espanha e pela Igreja Católica, a intenção era assegurar o controle do vale do Rio Paraguai e articular as missões do Itatim com as de Mojos e Chiquitos, de modo a assegurar proteção ao altiplano das minas na atual Bolívia. Ao longo das décadas de 1630 e 1640, no entanto, estas missões foram brutalmente destruídas pelos bandeirantes, tendo partido de Antônio Raposo Tavares, em novembro de 1648, o golpe final.
Grande parte da região do atual Mato Grosso do Sul era conhecida pelo termo guarani Itatim (pedra branca). No local houve duas reduções jesuíticas ligadas ao Colégio Jesuítico de Assunção (1598) com a finalidade de converter e reduzir os índios itatines, falantes da língua Guarani. As reduções foram denominadas de Nossa Senhora da Fé e Santiago de Caaguaçu. A duração da missão do Itatim foi curta e estendeu-se entre 1631 e 1659, época em que os constantes ataques das expedições escravistas de paulistas, posteriormente chamadas de bandeiras, concentraram-se na região abaixo do rio Apa, para facilitar a defesa.
De fato, a região sudoeste do atual estado de Mato Grosso do Sul por longos anos esteve sob a influência espanhola. Quanto ao restante do estado, desenvolvia-se muito lentamente, principalmente devido às dificuldades de comunicação com o restante do país, apesar de, desde 1617, a região leste sul mato-grossense ter recebido visitas de bandeirantes paulistas, e de em 8 de abril de 1719 ter sido criada Cuiabá. O sul mato-grossense era uma área de difícil acesso, para não se dizer isolada, e suas cidades do período colonial foram se fundando lentamente.

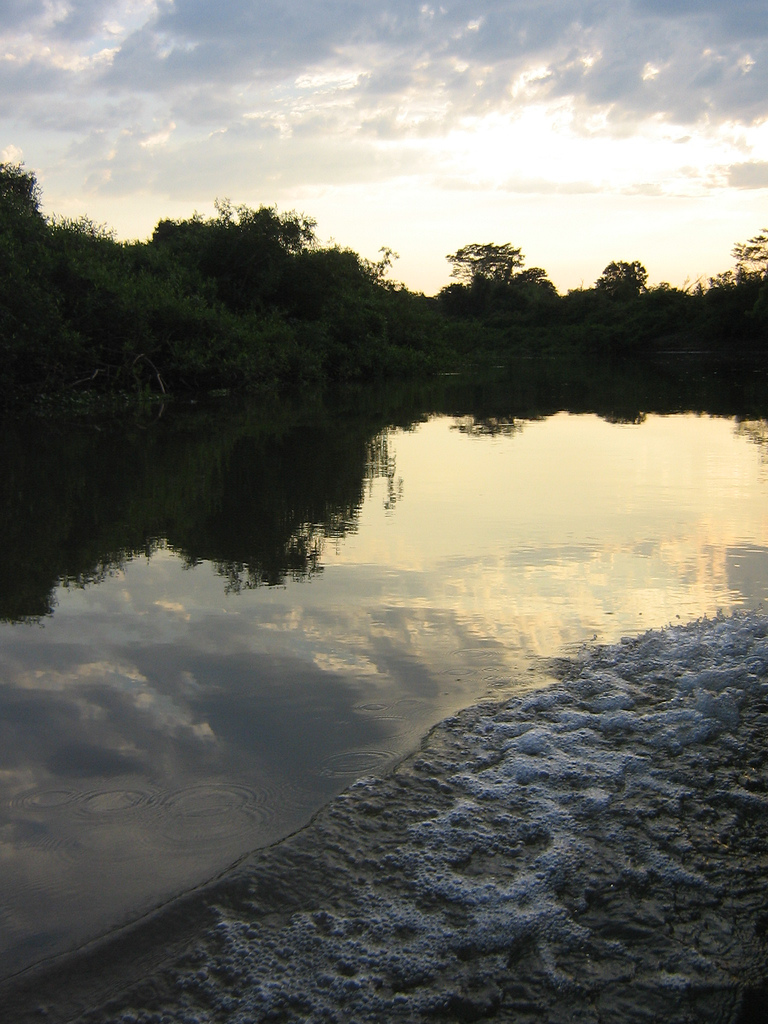
O Rio Miranda.

Na atual área de Coxim, nasceu em 1729, sob o nome de Beliago, alcunha de seu fundador, um povoado que servia de apoio às monções que iam de São Paulo ao norte de Mato Grosso. Anos mais tarde, visando a um tratado de limites existente, foi fundado pelos espanhóis, em 1774, um povoado na faz de Ipané, e em 13 de setembro de 1775 foi oficialmente fundado o Forte Coimbra para a defesa da região.
Ainda na década de 1770, o Capitão João Leme do Prado, ao desbravar os rios Miranda e Aquidauana, encontrou as ruínas da antiga comunidade de Xerez. Seguindo ordens do Capitão Caetano Pinto de Miranda Montenegro, governador da então capitania de Mato Grosso, fundou lá, em 16 de julho de 1778, os alicerces do Presídio Nossa Senhora do Carmo do Mondego, mais tarde conhecido por Presídio de Miranda. Miranda, o povoado que nasceu aos pés da fortificação e que levava o nome de Presídio, no entanto, era de difícil acesso por serem precários os meios de navegação pelo Rio Mondego (hoje Rio Miranda), e somente os fundadores do local lá permaneciam.
Em 1778, efetuou-se a ocupação da área onde hoje se localiza Corumbá. Em 21 de setembro desse mesmo ano, a mando do governador da capitania de Mato Grosso, o capitão-general Luís de Albuquerque de Melo Pereira e Cáceres, o Sargento-mor Marcelino Rois Camponês, que comandava uma expedição militar, adquiriu a posse da região para a Coroa Portuguesa, fundando o local e batizando-o com o nome de Nossa Senhora da Conceição de Albuquerque, sendo então lavrado o termo de fundação.
O Vice-reinado do rio da Prata e o Paraguai
A história colonial sul mato-grossense, entretanto, permanecia muito ligada à busca pela prata no Peru. Com a destruição do Império Inca e o sucesso da exploração da prata em território peruano através do porto de Lima, a região do Rio da Prata do império espanhol encontrava-se decadente e suscetível aos portugueses. Uma vez que estes se expandiam ao Uruguai, em abril de 1776 o rei Carlos III de Espanha ordenou que o governador do Rio da Prata, Pedro Antônio de Cevallos, pensasse em uma maneira de desenvolver a região de Buenos Aires. A resposta foi a tomada da Colônia do Sacramento dos portugueses e a criação do Vice-reinado do rio da Prata, que continha praticamente os territórios dos atuais países da Argentina, Bolívia, Paraguai e Uruguai, além de uma parte do Rio Grande do Sul, Santa Catarina e Mato Grosso do Sul.
Com as guerras napoleônicas, no entanto, e o ataque inglês a Buenos Aires, no início da década de 1810, o vice-reinado do Rio da Prata se desfez. O sudoeste sul mato-grossense, por sua vez, passou a fazer parte do Paraguai, que declarou sua independência da Espanha em 15 de maio de 1811.

## Brasil Império: povoamento e disputas de território
A frente colonizadora da família Garcia Leal no Bolsão Sul-Mato-Grossense
No ano de 1829, uma expedição enviada por João da Silva Machado, Barão de Antonina, e chefiada pelo sertanista Joaquim Francisco Lopes, visando a expansão dos campos de pecuária do vale doRio São Francisco, atravessou o Rio Paraná e fez contato com os índios Ofaiés, que eram dóceis, à altura da atual Três Lagoas. Também faziam parte dessa entrada Januário Garcia Leal Sobrinho, seus irmãos e outros sertanistas. Januário Garcia Leal Sobrinho e sua família permaneceram, aproveitando a oportunidade, no leste sul mato-grossense, fundando o Arraial de Sete Fogos, que mais tarde se tornaria Paranaíba.

## O Povoamento
Quanto à família Lopes, dos irmãos Joaquim Francisco e José Francisco Lopes, adentrou com outros colonizadores o sul de Mato Grosso. Inicio-se  assim, em 1830, o povoamento de fato das terras que hoje constituem o atual Mato Grosso do Sul.Dando um novo impulso a antigas povoações como Miranda, Corumbá e ao Arraial de Beliago, que se tornou Coxim. Data dessa época, também, o primeiro movimento migratório para a região da colônia de Dourados - Rio Brilhante, nos "Campos de Vacaria", seria inicialmente ocupada em 1835 por Antônio Goncalves Barbosa.
Desentendimentos quanto ao território
Estando o Governo Central ciente da situação de fluidez das fronteiras do sul mato-grossense, em 1839 o Almirante Augusto Leverger, Cônsul-Geral do Brasil, foi nomeado com o intuito de estabelecer boas relações com o Paraguai. Esse cargo, Leverger só o aceitou em 1843, e já no ano seguinte os dois países iniciaram conversações sobre a navegação do Rio Paraguai. Essa tentativa, no entanto, fracassou, uma vez que o Brasil não revelou em tempo sua visão sobre os limites fronteiriços. A partir de então, Bolívia e Paraguai passaram a reivindicar as terras ocupadas por brasileiros, e medidas foram tomadas por parte do Governo Central brasileiro a fim de evitar qualquer movimentação que viesse a ameaçar o território do país.
Em 1850, aconteceu a solenidade de fundação do forte no sopé do morro chamado Pão de Açúcar. Ainda nesse ano, Carlos Antonio López, presidente paraguaio, cercou essa construção e abriu fogo contra ela, obrigando os soldados a se retirarem. Os índios guaicurus, que viviam nas proximidades e eram inimigos dos paraguaios, tentaram socorrer os brasileiros, porém tudo já havia sido destruído. Revoltados, os guaicurus então subiram o Rio Paraguai e atacaram o Forte Olimpo.
Em 6 de abril de 1856, Brasil e Paraguai puseram termo aos desentendimentos, dilatando a questão por dois anos. Em 1858, a missão Rio Branco, de José Maria da Silva Paranhos, Visconde Rio Branco, foi a Assunção firmar uma convenção que liberava a navegação dos rios Paraguai e Paraná para os navios de guerra do Paraguai e do Brasil. Nessa ocasião, porém, a questão dos limites foi adiada. Estas seriam as últimas negociações entre os dois países, pois seis anos depois Francisco Solano López,(presidente do Paraguai,filho de Joaquim Francisco Lopez) executaria a invasão das terras disputadas.

## A Guerra do Paraguai
Precedentes
A situação na Bacia Platina, que ditaria os rumos no sul mato-grossense, agravar-se-ia ainda mais devido a acontecimentos no Rio Grande do Sul e Uruguai. A então província do Rio Grande do Sul permanecia instável desde o fim da Revolução Farroupilha, uma vez que esta terminara por negociação política e não por uma derrota armada infligida pelo Governo Imperial aos revoltosos. Simultaneamente, o Uruguai encontrava-se em guerra civil, os blancos do partido do então presidente Anatásio Cruz Aguirre tentando sufocar a oposição dos colorados, partido de Venâncio Flores. Com o agravamento dos conflitos no Uruguai, tornaram-se couns perseguições e saques que atravessavam a fronteira ao território brasileiro, uma vez que eram numerosas as famílias de origens brasileiras naquele país. Após o ultimato feito pelo Governo Imperial ao presidente Aguirre para que ele consertasse a situação, ultimato este que não foi aceito, Dom Pedro II, a pedido de Venâncio Flores, enviou o Exército Brasileiro para estabilizar aquele país. Em pouco mais de nove meses, a operação das tropas imperiais brasileiras pacificou o Uruguai e depôs Atanásio da Cruz Aguirre, em episódio que levou o nome de Guerra contra Aguirre.
Ofensas paraguaias e invasão do território do sul matogrossense – a guerra

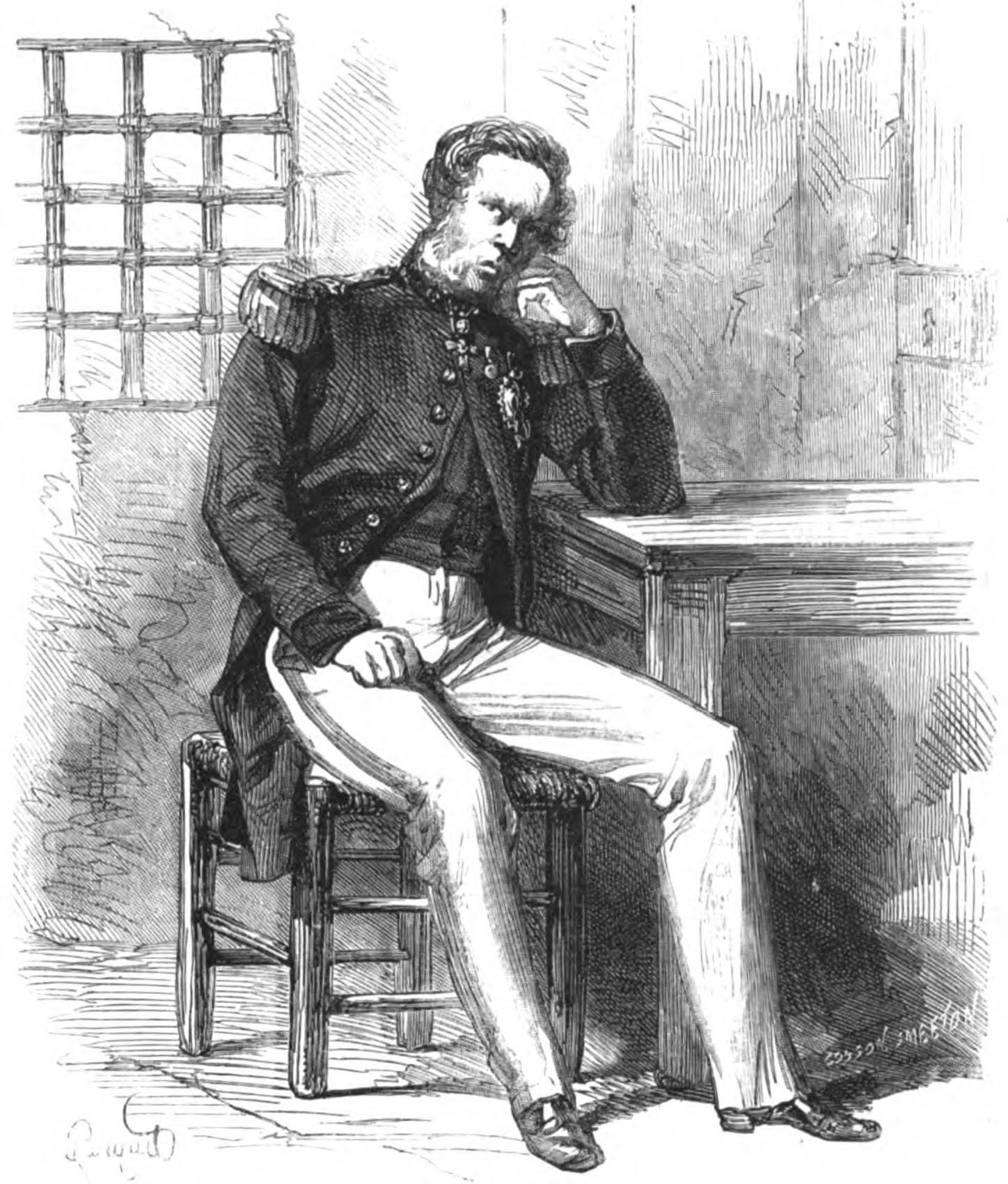
O Coronel F. Carneiro de Campos, presidente da província de Mato Grosso, prisioneiro de López (gravura de Pauquet & Cosson-Smeeton, publicado em L'Illustration, 1866).

O ditador paraguaio Solano López, no entanto, utilizou a intervenção no Uruguai como motivação para o sequestro do navio brasileiro Marquês de Olinda e a captura do presidente da província de Mato Grosso, Frederico Carneiro de Campos. Pouco mais de um mês depois, as tropas paraguaias invadiram o território do sul mato-grossense, antes mesmo de uma declaração formal de guerra ao Brasil. Na verdade, Solano López e suas tropas tinham em mente uma política expansionista, e pretendiam criar o "Paraguai Maior", anexando regiões da Argentina, do Uruguai e do Brasil, como Rio Grande do Sul e Mato Grosso, e ganhar acesso ao Oceano Atlântico, fator  tido como imprescindível para a continuação do progresso econômico do Paraguai. Prova disto é o fato de que, em fins do ano de 1863, um estrategista de alto gabarito paraguaio, disfarçado de fazendeiro, havia sido enviado a Corumbá com grande interesse em conhecer os campos do sul e suas fazendas de gado.
Assim, em dezembro de 1864, o sul de Mato Grosso, na colônia de Dourados, foi invadido pelo próprio espião Isidoro Resquín,que desta vez possuía uma numerosa guarnição consigo. Foi de Requim, conhecedor do valor das tropas brasileiras desde seus trabalhos de espionagem, a seguinte frase: "Si todos los brasileiros son valientes así, mía no és un simples paseo militar".  De fato, havia uma guarnição de soldados sob o comando do herói Antônio João Ribeiro à espera das tropas invasoras. Os brasileiros lutaram até o último soldado ter perdido a vida, só então tendo sido possível às tropas paraguaias avançarem.
Durante a guerra da Tríplice Aliança, quando o Brasil se uniu à Argentina e ao Uruguai para combater o Paraguai, o sul mato-grossense foi palco de alguns de seus mais dramáticos episódios.
Após ter sido aprisionada no Rio Paraguai a Canhoneira Amambaí, pertencente à Marinha do Brasil, e uma vez declarada a guerra, após a invasão do sul mato-grossense pelo exército paraguaio, o Governo Imperial brasileiro enviou um contingente militar terrestre para combater os invasores em Mato Grosso. Em abril de 1865, uma coluna partiu do Rio de Janeiro e se juntou a reforços em Uberaba, percorrendo mais de dois mil quilômetros a pé até alcançar Coxim. Essa cidade, no entanto, encontrava-se deserta e saqueada, o mesmo tendo ocorrido em Miranda e em outros povoamentos do sul mato-grossense. Suas populações, ou haviam fugido, ou sido mortas, ou levadas reféns para o Paraguai, onde executaram trabalhos forçados.
Enfrentando adversidades, a exaustão e a falta de alimentos, que não encontravam nas cidades abandonadas, as tropas do Exército do Brasil somente resistiram graças às doações feitas por José Francisco Lopes do gado de sua própria família para alimentá-los, já nos limites do território brasileiro. José Francisco Lopes, que tivera a família sequestrada pelos paraguaios, fizera-se voluntário e guiava as tropas brasileiras, graças ao seu conhecimento do território. Mesmo com sua ajuda, no entanto, era grande a perda de brasileiros. Dos 2.780 homens que originalmente faziam parte daquele destacamento, em janeiro de 1867, quando alcançaram a fronteira paraguaia, restavam somente 1.680.
Retirada da Laguna
Nesse mesmo mês, o coronel Carlos de Morais Camisão assumiu o comando da coluna e invadiu o território paraguaio. Os brasileiros conseguiram penetrar até Laguna, atual município de Bela Vista, a qual alcançaram em abril. Longes das linhas brasileiras e sem víveres para o sustento das tropas, afligida por doenças como cólera, tifo e beribéri, a coluna do Exército brasileiro teve de se retirar sob os constantes ataques da cavalaria paraguaia, que utilizavam táticas de guerrilha à moda indígena, infligindo perdas severas aos brasileiros. Nessa retirada, no entanto, a atuação do Guia Lopes foi vital para impedir um total massacre dos brasileiros. Mostrou os caminhos aos soldados brasileiros por terras sul mato-grossenses e despistou o inimigo em um terreno difícil. Entre os brasileiros se encontrava o Visconde de Taunay, que mais tarde escreveria um livro sobre o assunto. Somente 700 homens sobreviveram, mas sem o Guia Lopes poderiam ter morrido muitos mais.
Fim da guerra
Após a Batalha Naval do Riachuelo e a rendição de Uruguaiana, no Rio Grande do Sul, no entanto, os confrontos se dariam em solo paraguaio. Pode-se dizer que o último ano da guerra não passou de uma caça ao ex-ditador paraguaio Francisco Solano Lopez em seu próprio país, estando as tropas aliadas sob o comando do Conde d'Eu. Quando terminou a Guerra do Paraguai em 1 de março de 1870, o sul mato-grossense se encontrava chacoalhado pela convulsão social. O processo de povoamento, que começava a se acelerar na primeira metade do século XIX, havia em muitos locais cessado. No centro, oeste e sul do atual estado de Mato Grosso do Sul, encontravam-se propriedades e povoados abandonados ou destruídos, estando as populações dispersas e abatidas pela fome, miséria e doenças.
Ao final da Guerra do Paraguai não houve um tratado de paz entre os países envolvidos (Paraguai, Brasil e Argentina). Embora a guerra tenha terminado em março de 1870, os acordos de paz não foram concluídos de imediato. As negociações foram obstadas pela recusa argentina em reconhecer a independência paraguaia. O Brasil não aceitava as pretensões da Argentina sobre uma grande parte do Grande Chaco, região paraguaia rica em quebracho (produto usado na industrialização do couro). A questão de limites entre o Paraguai e a Argentina foi resolvida através de longa negociação entre as partes. A única região sobre a qual não se atingiu um consenso — a área entre o rio Verde e o braço principal do rio Pilcomayo — foi arbitrada pelo presidente estado-unidense Rutherford Birchard Hayes que a declarou paraguaia. O Brasil assinou um tratado de paz em separado com o Paraguai, em 9 de janeiro de 1872 (processo concluído em 1874), obtendo a liberdade de navegação no rio Paraguai. Foram confirmadas as fronteiras reivindicadas pelo Brasil antes da guerra. Estipulou-se também uma dívida de guerra que foi intencionalmente subdimensionada por parte do governo imperial do Brasil mas que só foi efetivamente perdoada em 1943 por Getúlio Vargas, em resposta a uma iniciativa idêntica da Argentina. O reconhecimento da independência do Paraguai pela Argentina só foi feito na Conferência de Buenos Aires, em 1876, quando a paz foi estabelecida definitivamente.

## Contrastes de colonização no pós-guerra
Constância da frente colonizadora dos Garcia Leal no leste sul mato-grossense
A única região em que a vida continuou a um passo regular foi a região leste e nordeste do estado, onde a frente colonizadora da família Garcia Leal e seus agregados aos poucos se expandia ao sul da cidade de Paranaíba para na década de 1880 colonizar o município de Três Lagoas.
Ao contrário do que aconteceu no restante das terras sul mato grossenses, as propriedades desta região nunca se encontraram devolutas ou improdutivas devido à guerra. Foi por esse motivo que, estando essas terras ocupadas, as próximas frentes colonizadoras a adentrar o sul mato-grossense não se demoraram nesta área, muito embora fosse muito atraente do ponto de vista econômico.
Durante a Retirada da Laguna, por exemplo, o próprio Visconde de Taunay demorou-se na vila de Paranaíba, onde encontrou em Jacinta Garcia Leal inspiração para escrever seu livro Inocência. É necessário lembrar, no entanto, que mesmo esta pacata vila sofreu com os males do conflito no Paraguai, entre eles doenças como a lepra, que infestaram a região e com a qual a própria Jacinta Garcia Leal encontrava-se contaminada.
Reocupação do centro, oeste e sul de Mato Grosso do Sul
Uma vez terminada a Guerra do Paraguai, aqueles soldados que no sul mato-grossense haviam estado passaram a relatar, ao retornarem a suas províncias de origem, as gigantescas terras devolutas de vacarias existentes em Mato Grosso. Iniciou-se, assim, um massivo processo de migração regional para a área, com povoadores sobretudo oriundos de províncias como Minas Gerais, Rio Grande do Sul, São Paulo e Bahia.
Datam deste período a ocupação, por exemplo, de municípios como Campo Grande e Sidrolândia, assim como a reocupação da área de Dourados. Nessas localidades, estabeleceram-se extensas fazendas de pecuária que faziam uso do pasto nativo existente na região. O próprio nome "Campo Grande", por exemplo, alude aos largos campos de vacaria, ou seja, pradarias, com vegetação gramínea ideal para a criação de gado. Nessa área estabeleceu-se José Antônio Pereira com seu filho Antônio Luiz, os escravos João Ribeira e Manoel e o sertanista Luiz Pinto Guimarães. Vindos por Goiás, passaram pelo atual município de Costa Rica (Mato Grosso do Sul) , próximo à frente colonizadora dos Garcia Leal, e adentraram o sul mato-grossense até sua área central, na confluência dos córregos Segredo e Prosa.
Assim, em meio à falta de perspectiva que abatia o sul mato-grossense, criavam-se oportunidades para guinadas nos rumos, especialmente devido à presença de terras férteis em grande quantidade e às possibilidades de atividades extrativas. O crescente comércio internacional foi fator predominante para a reocupação da fronteira oeste brasileira, feita possível pelos dois primeiros ciclos econômicos sul mato-grossenses: o ciclo da erva-mate e o ciclo do gado.

## A Erva Mate
No ano de 1872, a uma comissão mista formada por brasileiros e paraguaios coube re-desenhar os limites entre os dois países, tarefa que nunca havia sido completada anteriormente à guerra. Nesse processo de remarcação de fronteiras esteve presente Thomas Laranjeira, que acompanhava um envolvido nas negociações que era seu patrão. Assim, foi possível a Thomas Laranjeira conhecer bem a área de fronteira, onde, em meio a terras indígenas e devolutas, encontrou extensos ervais nativos de Ilex paraguariensis, a erva-mate.
Concessão para atividades extrativas em terras devolutas – o início
Quando do final dos trabalhos de demarcação, no ano de 1874, Thomas Laranjeira trouxe do Rio Grande do Sul especialistas em erva-mate para que pudesse dar início aos trabalhos nos ervais, tendo contratado, também, mão-de-obra paraguaia. Dez anos mais tarde, por intermédio do Barão de Maracaju, recebeu a concessão para explorar legalmente aquelas terras, que até então encontravam-se devolutas. A autorização deu-se pelo Decreto nº 8,799 do Governo Imperial, datando de 9 de setembro de 1884 e assinado por Dom Pedro II. Dada a facilidade em se encontrar mercados consumidores, principalmente o Uruguai e a Argentina, e a inexistência de grandes dispêndios na lida da erva-mate, o negócio mostrou-se, desde o começo, muito lucrativo.
O império da Mate Laranjeira durante a República Velha
No ano de 1892, por fim, Thomas Laranjeira associou-se aos Murtinho, uma família tradicional de políticos do sul de Mato Grosso, e criou a Companhia Mate Laranjeira. Também passaram a utilizar o Porto Murtinho, criado por Antônio Correia às margens do rio Paraguai, para despachar o mate para a Argentina. O transporte da erva, colhido de maneira puramente extrativa, exigia oitocentas carretas e vinte mil bois, e, de forma a levar o produto até o porto, a Companhia Mate Laranjeira construiu um aterro ferroviário de 22 km, uma vez que o velho interesses - a oligarquia do sul mato-grossense e a aversão à Mate Laranjeira e ao governo do norte.Devido a sua associação com importantes famílias políticas de Mato Grosso, Thomas Laranjeira e sua companhia sempre tiveram privilégios na exploração dos ervais sul mato-grossenses, a começar pelo fato de que trabalhavam de maneira privada em terras que não lhes pertenciam. Também obtinham isenções fiscais. Com o povoamento do sul do território do atual Mato Grosso do Sul, no entanto, tensões logo começaram a surgir, uma vez que o interesse nas terras exploradas pela Mate Laranjeira aumentou significativamente. Os coronéis da região sul do atual Mato Grosso do Sul passaram a desejar, já durante a República Velha, o reconhecimento de posse da terra ocupada por eles nas vizinhanças dos ervais, terras por um motivo ou outro não exploradas pela Companhia Mate Laranjeira, que, no entanto, continuava a ter licença de exploração sobre elas. Em oposição às regalias dadas à companhia pelo governo estadual, que nunca daria a eles posse de terra enquanto a Mate Laranjeira ali existisse, os coronéis do sul mato-grossense uniram-se, desta forma, à oligarquia do norte do estado, que rivalizava à Mate Laranjeira por ter interesse em seus ervais.
Nascimento do sentimento divisionista
Neste complexo conflito de interesses iniciaram-se, por fim, as idéias divisionistas no sul mato-grossense. Os coronéis do sul de Mato Grosso do Sul passaram, a partir da formação da aliança com a oligarquia do norte, a fazer oposição armada ao governo estadual e à Mate Laranjeira.

## O advento da Estrada de Ferro Noroeste do Brasil
O eixo Campo Grande – Três Lagoas, a aproximação com São Paulo e o distanciamento do norte
Nas primeiras décadas do século XX, com o advento da Estrada de Ferro Noroeste do Brasil, considerada um sinônimo de desbravamento da região oeste brasileira, foi notável o aumento da proximidade do sul mato-grossense com o estado de São Paulo. De fato, conquanto agora estivesse ligado por vias férrea, rodoviária e fluvial à capital paulista, o sul de Mato Grosso somente se ligava à capital mato-grossense, Cuiabá, através de uma estrada precária.
Dessa maneira, com o estabelecimento das viagens de trem entre São Paulo e Mato Grosso do Sul, o aumento no número de migrantes dinamizou a economia sul mato-grossense, vinculando-a à paulista e permitindo a expansão de cidades cuja atividade principal era a pecuária, como Três Lagoas e Campo Grande. Simultaneamente, embora continuasse a estar ligada aos principais centros comerciais da Bacia do Prata, em especial Buenos Aires e Montevidéu, através do rio Paraguai, Corumbá, que na década de 1930 possuía vinte e cinco bancos internacionais e a libra esterlina como moeda corrente, começou a ver sua economia decair. Isso se deveu ao fato de que a N.O.B transferiu o eixo econômico do Rio Paraguai, Corumbá e Cuiabá para Campo Grande, Três Lagoas e o leste do estado.
O crescimento demográfico - popularização, militarização e fortalecimento do movimento divisionista
Entre outros benefícios trazidos pela Estrada de Ferro Noroeste do Brasil estavam o crescimento populacional da região sul mato-grossense, a urbanização dessa população e, a somar-se a essas positivas mudanças sócio econômicas, a transferência, em 1920, do comando da Circunscrição Militar estadual de Cuiabá para Campo Grande. Dado o subseqüente aumento do contingente militar no sul, as oligarquias sul mato-grossenses, insatisfeitas com a aliança anterior com a oligarquia do norte, de que haviam participado para alcançar seus fins divisionistas, aliaram-se aos militares, submetendo-se, desta maneira, à influência paulista de forma a fortalecer suas causas de divisão estadual. Ao mesmo tempo, juntavam-se a este movimento as novas lideranças dos profissionais urbanos. A causa, assim, expandia-se para além dos ervais.

## A Revolução Constitucionalista de 1932 e o estado de Maracaju
A partir da década de 1930, as forças políticas divisionistas do sul de maneira mais organizada passaram a realizar pressões junto ao Governo Federal para a emancipação da região. Contudo, esse objetivo foi antecipado com a deflagração da Revolução Constitucionalista, ocorrida em 9 de julho de 1932, quando a região sul mato-grossense aderiu ao levante e declarou a sua autonomia de forma unilateral. 
O então estado do Mato Grosso foi o único aliado de São Paulo naquele conflito cujo propósito era depor Getúlio Vargas, convocar uma Assembléia Constituinte e aprovar uma Constituição para o país. Após a deflagração do levante, a região sul do estado, atualmente contemplada pelo Mato Grosso do Sul, se emancipou ao declarar a sua autonomia e apoiar o levante. O novo estado passou a ser denominado como estado de Maracaju, cuja capital era Campo Grande e tendo Vespasiano Barbosa Martins a cargo da chefia do governo estadual.
Em julho de 1932, o general Bertoldo Klinger comandava a Circunscrição Militar de Mato Grosso e, durante as preparações para o levante, prometia levar 5 mil soldados e copiosa munição daquele estado para engrossar as fileiras da tropas paulistas. Contudo, com a súbita exoneração do general ocorrida em 8 de julho, por conta de uma carta em termos ofensivos enviada no dia 1º daquele mês ao Ministro da Guerra Augusto Espírito Santo Cardoso, ficou comprometida as conspirações em curso no Mato Grosso, bem como a adesão total ao levante das unidades do Exército sediadas naquele estado, em especial, aquelas situadas em Cuiabá, que estavam alheias a situação e acabaram por permanecerem leais ao governo federal na ocasião da deflagração do conflito. Em substituição ao general Klinger, o coronel de engenharia Oscar Saturnino de Paiva foi nomeado interinamente ao comando daquela Circunscrição Militar. Contudo, Saturnino de Paiva veio a também aderir ao levante deflagrado em São Paulo no dia seguinte, o que em muito facilitou a aliança entre os paulistas e aquelas unidades do Exército e da Força Pública Mato-grossense. O coronel também participou da cerimônia de criação do novo estado e da posse do seu governador aclamado, Vespasiano Martins, ocorrida na tarde de 11 de julho de 1932.
O setor respectivo ao estado de Maracaju então comandado pelo coronel Oscar Saturnino de Paiva foi entregue ainda no mês de julho para o coronel Francisco Jaguaribe Gomes de Mattos, que a princípio de setembro veio a ser substituído pelo coronel Nicolau Bueno Horta Barbosa. O coronel Saturnino de Paiva veio a assumir no mês seguinte o comando do destacamento paulista respectivo ao denominado setor leste de combate, situado na região de Campinas.Desde os primeiros combates o destacamento constitucionalista de Maracaju assumiu a ofensiva para garantir posições estratégicas para o controle da região. À leste, aquela tropa desbaratou uma coluna de soldados federais em Santana do Paranaíba, e também outra vinda de Goiás, com vários elementos tendo sido presos. Também repeliram forças federais em Três Lagoas e Porto XV de Novembro. Ao norte, em Coxim, também debelaram uma coluna vinda de Cuiabá que visava a tomada de Campo Grande. Mais ao sul, em Bela Vista, os rebeldes tomaram a cidade após súbita resistência do interventor municipal, o major Mário Garcia, e do comandante do 10º R.C.I. que inicialmente haviam declarado apoio a Revolução. A oeste, os combates foram mais intensos, tendo as tropas revolucionárias tomado a cidade de Corumbá, a Base Fluvial de Ladário, Porto Esperança, o Forte Coimbra e, por fim, Porto Murtinho, em 12 de setembro de 1932, onde lá desbarataram a flotilha liderada pelo monitor fluvial Pernambuco e o destacamento governista comandado pelo coronel do Exército Leopoldo Nery da Fonseca Junior. As batalhas pela tomada de Porto Murtinho e Porto Esperança foram os feitos mais notáveis daquelas tropas no conflito, cuja vitória também garantiu para os rebeldes o controle de toda a região atualmente contemplada pelo Estado do Mato Grosso do Sul. Além disso, garantiram o acesso ao Oceano Atlântico pelo Rio Paraguai, ao Rio Paraná e a fronteira brasileira com a Bolívia e o Paraguai para viabilizar a entrada de recursos bélicos em favor das tropas revolucionárias, uma vez que o Porto de Santos estava sob bloqueio da esquadra naval governista. Ainda em meados de setembro, parte daquela força mato-grossense viria dar reforço na frente sul e frente leste paulista de combate, com o Batalhão Visconde de Taunay junto com uma unidade de artilharia se deslocando para Capão Bonito para combater tropas gaúchas. O controle da região sul do então Estado do Mato Grosso viabilizou o acesso dos revolucionários ao estrangeiro, algo que até então estava restringido, inclusive por meio dele conseguiram realizar o translado dos novos aviões adquiridos dos EUA. A atuação das tropas de Maracaju foi mais tarde reconhecida como notável pelos comandantes paulistas.
Em uma carta dirigida ao general Bertoldo Klinger após o conflito, o coronel Horta Barbosa rememorou orgulhoso as conquistas de sua tropa em Maracaju:
| “ | Por toda parte faziamos pressão, e também a guerra pelo radio; assim, reinstallamos-nos em Porto Esperança; isolado Coimbra de Corumbá e da flotilha, fomos buscar esta no seu pretendido repouso e a inquietamos tanto que fizemos o panico e preparavamos a nossa entrada naquella cidade; ao mesmo tempo que Porto Murtinho, também isolado e sabedor do desamparo em que se achava, ia novamente ser hostilizado e occupado finalmente. Feito isso, Coimbra teria que se resignar a entregar-se sem hostilidades inúteis. Emfim, estavamos com a iniciativa e a preponderância moral; 'expremiamos' o adversário no Paraguay, emquanto Coxim repousava tranquilo e em Três Lagôas o major Noronha apenas aguardava uns dias mais para dar o bote seguro e fechar a bocca do sacco em que, entre o Sucuriú e o Paraná, se haviam intromettido os imprudentes adversários... | ” |

Até a data de rendição, ocorrida em 2 de outubro, o território do estado de Maracaju permaneceu com livre-trânsito para os paulista, tendo inclusive boa parte dos líderes do levante fugido via Campo Grande do cerco governista na véspera do armistício. Porém, entre 3 e 4 de outubro, as tropas rebeldes situadas em Campo Grande, após tomarem conhecimento do armistício em São Paulo, se amotinaram e prenderam o seu comandante, o coronel Nicolau Horta Barbosa. No entanto, as demais regiões do estado continuaram nas mãos dos revoltosos por mais algumas semanas até negociarem a deposição de armas e sua rendição às tropas federais. O último reduto revolucionário foi na região de Bela Vista e Ponta Porã, cujo destacamento constitucionalista comandando pelo coronel Jaguaribe de Mattos se rendeu somente no dia 25 de outubro perante as tropas federais comandadas pelo tenente-coronel Castelo Branco. Apesar da derrota militar dos rebeldes, em 1º de janeiro de 1979 a divisão regional ocorrida em 1932 foi consumada com a criação dos estados de Mato Grosso e Mato Grosso do Sul, uma divisão desejada desde o término da Guerra do Paraguai.

## A Marcha para o Oeste
A Liga Sul Mato-grossense e o frustrado abaixo-assinado divisionista
Dois anos após o fim da Revolução Constitucionalista, jovens estudantes do sul mato-grossense aproveitaram a oportunidade da elaboração da Constituição brasileira de 1934 para fundar a Liga Sul Mato-grossense e conquistar, através de um abaixo-assinado, o apoio dos sul mato-grossenses para um manifesto que seria encaminhado ao presidente do Congresso Nacional Constituinte visando sensibilizar os constituintes de forma a que eles, na elaboração da Constituição, aprovassem a divisão do Estado de Mato Grosso. Sem que fosse parte de suas ambições iniciais, a Liga Sul Mato-grossense acabou por acender a campanha divisionista no sul mato-grossense, uma vez que coletou o surpreendente número de treze mil assinaturas a favor de sua causa. Apesar disso, o abaixo-assinado não surtiu efeito na Constituinte, não havendo a divisão do estado. Em vez disso, Getúlio Vargas, preocupado com a ordem na região fronteiriça, nove anos mais tarde criaria o Território de Ponta Porã e aumentaria significativamente o contingente de militares no sul mato-grossense, além de criar o nacionalista projeto "Marcha para o Oeste".
Brasil Central - o vazio populacional e as companhias de colonização
Até a segunda metade do século XX, o Brasil Central continuava a ser uma área desconhecida para a maior parte dos brasileiros, carregando ares mitológicos devido a seu território pouco desbravado e hostil. No censo de 1940, por exemplo, o sul mato-grossense contava com somente 238.640 habitantes. Esse que era considerado um vazio populacional no Mato Grosso do Sul passou, a partir de então, a servir de atrativo para empresas colonizadoras entusiasmadas com o sucesso de suas similares empreitadas nos estados de São Paulo e Paraná – neste último, por exemplo, a  Companhia de Terras Norte do Paraná foi responsável, nas décadas de 1920 e 1930, por toda a colonização de sua região oeste, compreendendo hoje municípios como Londrina e Maringá, através de um sistema de pequenos loteamentos rurais para imigrantes que escapavam das dificuldades econômicas e conflitos da Primeira e Segunda guerras mundiais.
Cidades nos moldes fordianos
Como no oeste do Paraná, em Mato Grosso do Sul, onde a terra era farta e, então, barata, essas companhias desenvolveram colônias que variavam de 20 a 30 hectares e que possuíam comunicação a maiores centros por estradas. Influenciado pelos empresários que se sucederam nesse tipo de empreendimentos, Jan Antonin Bata, imigrante tcheco e proprietário da Companhia Viação São Paulo/Mato Grosso, comprou 6.000 km² na área dos atuais municípios de Batayporã, Bataguassu e Anaurilândia. Além de empreendedor, no entanto, Jan Antonin Bata se diferenciava das empresas de colonização por ter sido fortemente influenciado pelos pensamentos de Henry Ford e suas experiências com sitiantes-operários, que visavam desenvolver um operariado misto industrial-agrário. Assim, era a intenção de Jan Antonin Bata criar sociedades comunais em área rurais, onde parte das famílias dos operários de suas fábricas de calçados se dedicaria à agro-pecuária em pequenas propriedades, juntando-se a eles os próprios funcionários das fábricas no final de cada dia para ajudar no trabalho agrícola. Já havia iniciado similar tentativa no município de Batatuba em São Paulo no ano de 1941, mas o preço da terra naquele local lhe foi proibitivo. Sendo assim, em 1942 fundou outro município, desta vez em terras sul mato-grossenses: Bataguassu. O sudeste e o leste sul mato-grossenses seriam, aliás, ideais para tais experimentos, uma vez que na década de 1950 Arthur Hoffig fundaria o município de Brasilândia seguindo os mesmos preceitos fordianos do "rei dos calçados". Anos depois, seguiria Batayporã, do próprio Bata, na mesma região.
O governo Getúlio Vargas, o "espaço vital" e a Marcha para o Oeste
O grande crescimento populacional em Mato Grosso do Sul adveio, no entanto, de campanha do próprio Governo Getúlio Vargas, uma vez que os modelos de cidade de Bata e Hoffig se baseavam em populações pequenas de torno de dez mil pessoas.
Ao mesmo tempo em que se iniciam os empreendimentos de Bata, na década de 1940, uma vez que um dos motivos teóricos da Segunda Guerra Mundial havia sido a questão do "espaço vital", o governo Getúlio Vargas ordenou a criação de seis territórios no Brasil – cinco deles na região oeste do mesmo-, que seriam administradas diretamente pelo Governo Federal. Assim, em 13 de setembro de 1943 foi criado o Território de Ponta Porã, abrangendo os municípios de Dourados, Porto Murtinho, Miranda, Nioaque, Bela Vista, Maracaju e Bonito, sendo Ponta Porã sua capital.  Seu governador durante os três anos de existência foi o militar Ramiro Noronha – o território seria extinto em 18 de setembro de 1946 pela Constituição de 1946. É importante ressaltar, no entanto, que Campo Grande, a cidade da qual emanava o movimento divisionista, foi mantida de fora desse território. Além disso, Vargas decidiu povoar as áreas de menor densidade populacional do Brasil, nomeadamente o Oeste do país, através de um projeto denominado "Marcha para o Oeste".
Associação com as companhias colonizadoras
Tal projeto visava  ocupar o oeste do Brasil através do assentamento de colonos que se dedicariam à agricultura – mormente de subsistência -, portanto ocupando os "espaços vazios" do Brasil Central. Assim "expandindo o Brasil dentro de suas próprias fronteiras", o Governo Federal logo passou a fazer uso de empresas colonizadoras particulares – as mesmas que quase que simultaneamente já passavam a se interessar pelo sul mato-grossense após o sucesso no Paraná desse modelo colonizador. Devido à xenofobia do Governo Vargas, no entanto, diferentemente do que havia ocorrido no oeste paranaense, desta vez os colonos não eram europeus em sua maioria, mas, sim, sulistas – mais especificamente gaúchos -, que após três anos de trabalho na terra receberiam sua posse definitiva. Foi nesses moldes que em 1943 foi criada a Colônia de Dourados, localizada no atual Estado de Mato Grosso do Sul. Nessa colônia, que também atraiu levas de imigrantes que já se encontravam em outras áreas do Brasil, como os japoneses, além de brasileiros de estados outros que o Rio Grande do Sul, produzia-se principalmente o café. Mais tarde, desse projeto se originaram Fátima do Sul, Glória de Dourados, Deodápolis, Douradina, Jateí e Itaporã.
Uma cajadada - o sufocamento do movimento divisionista e o afastamento da Companhia Mate Laranjeira
Dentre os resultados do projeto "Marcha para o Oeste" esteve o apaziguamento dos divisionistas e seu envolvimento na política do Governo Vargas. Entre outras coisas, Vargas conseguiu com que a Companhia Mate Laranjeira se resignasse a esta sua versão da reforma agrária, tendo esta companhia regularizado as posses de terras dos ocupantes dos ervais em troca de ser indenizada pelos arrendamentos. A verdade é que os ervais já se encontravam devastados e nem o Instituto Brasileiro do Mate, também criado por Vargas, atendeu às necessidades da Mate Laranjeira, não permitindo à companhia grandes lucros - ela aos poucos se desinteressava do estado. Ao mesmo tempo a separação do Território de Ponta Porã foi um balde de água fria tanto ao movimento divisionista quanto à própria Companhia Mate Laranjeira, além de ter deixado insatisfeito o governo estadual de Mato Grosso.
Apesar de tudo isso, essa época foi de grande crescimento econômico ao sul de Mato Grosso, gerando impostos que ainda assim não eram suficientes para equilibrar as contas estaduais. Além da especulação imobiliária, uma vez que migrantes mal sucedidos vendiam suas terras a outros bem sucedidos, que aos poucos formavam latifúndios, outro resultado da Marcha para o Oeste foi a série de massacres a povos indígenas no sul mato-grossense. A despeito do extermínio em massa de populações ameríndias, no entanto, a população do sul mato-grossense mais que duplicou entre o censo de 1940 e o de 1960, contando 579.652 naquele ano. Formaram-se novas oligarquias, ao mesmo tempo que a falta de cuidados na lida com os ervais levou à devastação dos mesmos, desviando o foco da Companhia Mate Laranjeira para a Argentina.
Ciclo do gado
Há correntes teóricas que afirmam, no entanto, que no estado de Mato Grosso do Sul nunca houve um fim ao ciclo do gado, sendo o ciclo da erva-mate um aspecto momentâneo e localizado da economia, portanto, um ciclo menor quando comparado ao outro, que já duraria duzentos anos.
O ciclo do gado teve início quando, no final do século XVIII, o fim do ciclo do ouro levou a uma crise econômica nos estados de Minas Gerais, Goiás e Mato Grosso. Segundo relatos em primeira pessoa daqueles que estiveram presentes nessas províncias na primeira década do século XIX, a situação era de convulsão social e de pobreza absoluta em cidades quase fantasmas. Ainda nas primeiras décadas do século XIX, entretanto, Minas Gerais conseguiu expandir o terceiro setor de sua economia, ampliando suas trocas comerciais com províncias como o Rio de Janeiro, e extraindo novos metais de seu quadrilátero ferrífero. Já os estados de Goiás e Mato Grosso não foram capazes de expandir outros setores de sua economia, tendo havido um processo de ruralização. Passaram a fornecer, desta maneira, gado para a província de São Paulo através do intermédio da província de Minas Gerais.
Mesmo quanto à ocupação do leste sul mato-grossense pelos Garcia Leal e seus agregados e do centro sul mato-grossense pelos Lopes, a expansão dos currais de gado foi um fator determinante. De fato, a região sofreu com a Guerra do Paraguai, sobretudo devido a doenças. Mas, vale lembrar que o leste sul mato-grossense foi a única área do atual estado que nunca foi abandonada durante a guerra. Assim, rapidamente recuperada após o conflito, essa frente colonizadora logo se expandiu ao sul, oeste e norte. Foi com a chegada da Estrada de Ferro Noroeste do Brasil pela cidade de Três Lagoas, no início do século XX, que o ciclo do gado retomou significação financeira local e nacional.

## A Divisão
Já na década de 1950, era inquestionável o aumento da importância do leste do estado, uma vez que o Bolsão Sul Mato-grossense já começava a exercer influência política ao nível estadual, tanto no norte, quanto no sul. Essas demonstrações de poder que se iniciaram com a candidatura de Filadelfo Garcia à Câmara dos Deputados do Brasil se confirmaram com a eleição de Pedro Pedrossian ao governo de Mato Grosso em 1965.
O governo federal com base na lei complementar nº 20, estabeleceu, em 1974, a legislação básica do período da ditadura militar para a criação dos estados e territórios brasileiros, reascendendo, assim, a campanha pela autonomia do sul mato-grossense.
De fato, em 11 de outubro de 1977, o presidente Ernesto Geisel assinou a Lei Complementar 31, que criou o Estado de Mato Grosso do Sul, em área desmembrada do estado de Mato Grosso. Já em 1 de janeiro de 1979, tomaram posse os deputados eleitos, em 15 de novembro de 1978,  para a Assembléia Legislativa e Constituinte de Mato Grosso do Sul, conforme previsto na LC 31. O primeiro governador, o engenheiro gaúcho Harry Amorim Costa, servidor público do Departamento Nacional de Obras de Saneamento (DNOS), autarquia federal hoje extinta, foi nomeado pelo presidente Geisel, de acordo com a mesma Lei Complementar.
Atualmente
Na década de 1980 o governo estadual procurou voltar-se para os problemas sociais, a educação e a saúde. Foi instalada a primeira companhia da Polícia Florestal, incumbida de reduzir as ações predatórias no Pantanal, área depredada por empresas pesqueiras e por caçadores. Implantou-se também o Grupo de Operações de Fronteira (GOF) para reprimir o tráfico de drogas, o contrabando e a caça ilegal de animais silvestres nos 400 km de fronteiras com a Bolívia e o Paraguai. No ano de 1982 houve as primeiras eleições diretas do estado. Em 1986, a estrada que liga Campo Grande á Corumbá foi finalmente asfaltada.
A par do desenvolvimento do turismo ecológico, propiciado pelo pantanal, na década de 1990 cresceram as perspectivas de desenvolvimento econômico, sobretudo com a decisão de se concluir as obras da Ferronorte, que permitirá o transporte ferroviário da produção agrícola para o porto de Santos, no estado de São Paulo. Em 1993 foi criada a Universidade Estadual de Mato Grosso do Sul e em 1997 foi privatizada a Empresa Energética do Estado de Mato Grosso do Sul. Em 1998 é eleito governador Zeca do PT e em 2002 Zeca do PT é é o primeiro governador reeleito da história de Mato Grosso do Sul. Em 2005 é aprovada a criação da segunda universidade federal no estado, a Universidade Federal da Grande Dourados.

## Fortificações
Relação das fortificações do estado brasileiro de Mato Grosso do Sul.
- Colônia militar de Dourados
- Colônia militar de Miranda
- Forte de Bela Vista
- Forte de Miranda
- Forte de Nossa Senhora do Carmo de Coimbra
- Forte de Nossa Senhora dos Prazeres do Iguatemi
- Forte Novo de Coimbra